# Invasión neerlandesa de Santa Elena
La invasión neerlandesa de Santa Elena tuvo lugar en enero de 1673, capturando la isla del Atlántico Sur de manos de la Compañía Inglesa de las Indias Orientales (EIC por sus siglas en inglés). Los neerlandeses habían establecido previamente la isla, pero la abandonaron por su colonia en la actual Ciudad del Cabo. El Cabo resultó ser un fondeadero inferior, por lo que los neerlandeses aprovecharon la tercera guerra anglo-neerlandesa para apoderarse de Santa Elena, con poca resistencia de la guarnición de la EIC.
El gobernador de la EIC, Anthony Beale, escapó a Brasil con varios soldados y esclavos. Envió la noticia de la pérdida de la isla en balandra, que se reunió con un escuadrón de la Marina Real comandado por Richard Munden. Munden decidió retomar la isla y en mayo desembarcó una fuerza al mando del teniente Richard Keigwin. Un bombardeo del escuadrón de Munden convenció a los neerlandeses de que se rindieran. Keigwin se quedó en la isla como gobernador con una guarnición aumentada. La invasión fue la última ocasión en que la isla fue tomada por una potencia extranjera.

## Antecedentes

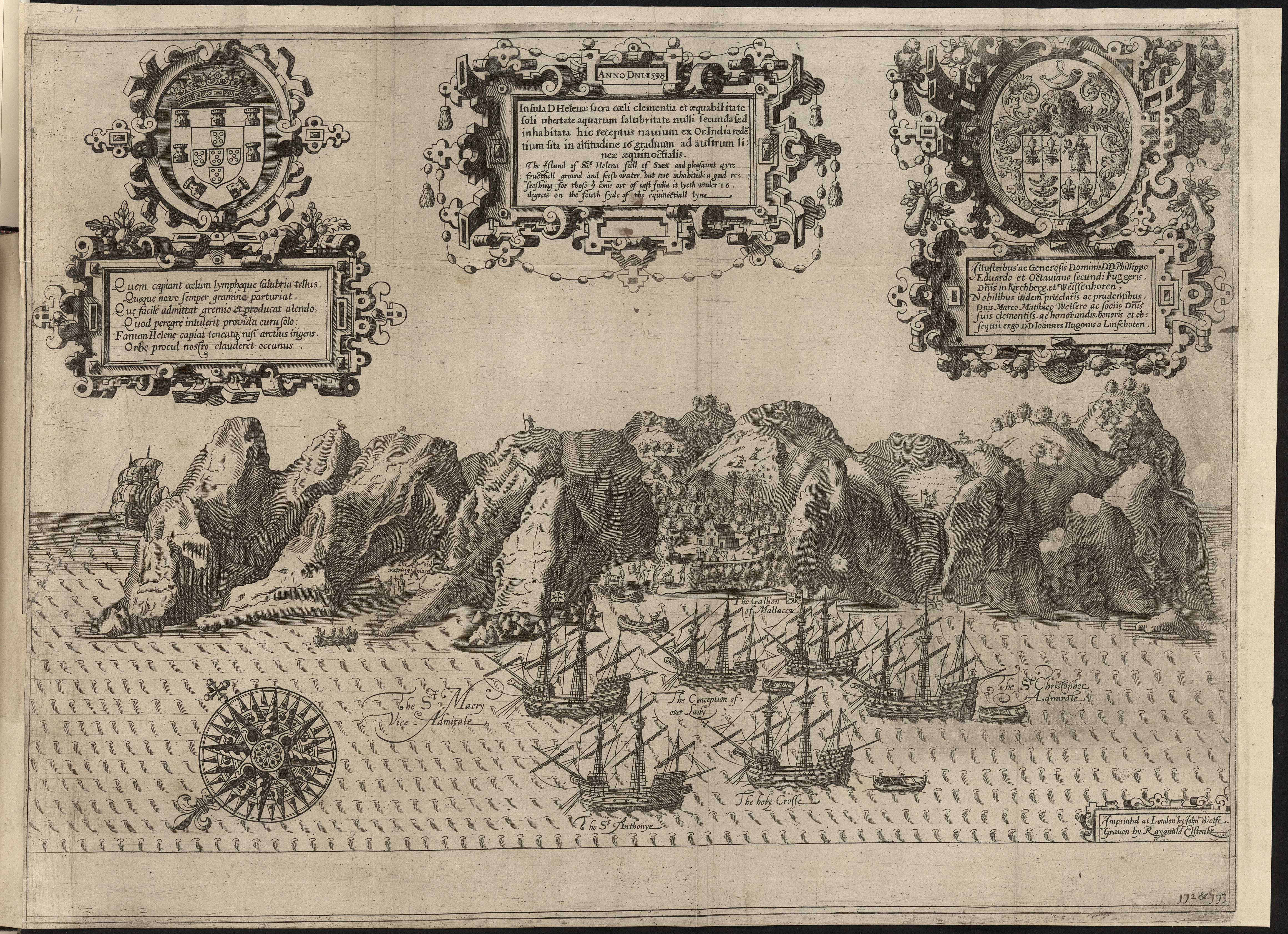
Barcos neerlandeses en Santa Elena, 1598.

Santa Elena, una isla en el Atlántico Sur, fue descubierta por el explorador portugués João da Nova en 1502. Navegantes ingleses, portugueses y neerlandeses visitaron las islas durante el siglo siguiente. Un asentamiento neerlandés se estableció alrededor de 1645, pero desapareció en 1651. Los neerlandeses abandonaron su asentamiento a favor de uno en Ciudad del Cabo, en el sur de África. Una expedición de la Compañía Inglesa de las Indias Orientales (EIC), enviada por orden del Lord Protector Oliver Cromwell, desembarcó en Santa Elena el 5 de mayo de 1659 y estableció un asentamiento y un fuerte. La isla resultó útil como fondeadero y fuente de suministros para los barcos de la compañía.

## Invasión neerlandesa
Los neerlandeses eventualmente consideraron que el Cabo era inferior como puerto fondeadero en comparación con Santa Elena. La tercera guerra anglo-neerlandesa (1672-1674) brindó la oportunidad de recuperar la isla. Una expedición naval neerlandesa al mando de Jacob de Gens, salió del Cabo a finales de 1672. En enero de 1673, los neerlandeses desembarcaron en Lemon Valley, al oeste del asentamiento inglés en Jamestown. Intentaron avanzar por el empinado barranco, pero fueron repelidos por colonos ingleses que arrojaron rocas desde un terreno más alto. Los neerlandeses volvieron a abordar sus barcos y desembarcaron más hacia el oeste, dominando a una fuerza inglesa defensora y llegando a las tierras altas. Según algunos relatos, la traición puede haber jugado un papel en la derrota inglesa. El gobernador inglés Anthony Beale trabó los cañones de la guarnición, que eran más numerosos que los traídos por los neerlandeses, echó a perder la pólvora y transfirió objetos de valor a su barco antes de escapar a Brasil. La isla quedó en posesión de los neerlandeses que guarnecían el fuerte, al que rebautizaron como Buena Fortuna.

## Reconquista por las fuerzas inglesas
Beale contrató un balandro en Brasil y envió a varios soldados y esclavos en él para advertir a los barcos ingleses que la isla se había perdido. El balandro se reunió con una expedición de la Marina Real y la EIC al mando del capitán Richard Munden, que había sido enviado para reforzar la guarnición de Santa Elena. Munden, cuyo escuadrón incluía la fragata HMS Assistance decidió, sin recibir ninguna orden directa, retomar la isla.
Munden navegó hasta Fisher's Valley en el este de la isla, donde un arroyo corría hacia Prosperous Bay desde el Pico de Diana. El arroyo caía por una superficie rocosa vertical de 150 pies (45 m) de altura cerca de la orilla. Uno de los esclavos de Beale, Black Oliver, conocía una ruta por este acantilado y él y un grupo de hombres de Munden, liderados por el teniente de Asistencia Richard Keigwin, aterrizaron aquí después del anochecer. Uno de los hombres de Keigwin, llamado Tom, fue el primero en escalar, llevando una cuerda que se usó para que el resto del grupo escalara. Los siguientes gritos de los hombres de «hold fast, Tom!» («¡Agárrate fuerte, Tom!») llevó al nombre moderno de esta ubicación de Hold Fast Tom. La ubicación habría sido inexpugnable si hubiera sido defendida por los neerlandeses, pero no tenían hombres de sobra para su defensa. El grupo de Keigwin ahora tenía acceso a tierras altas que dominaban el interior del fuerte y lo volverían indefendible.
Mientras el grupo de Keigwin comenzaba su ascenso, Munden navegó hasta el fuerte y comenzó a bombardearlo. Durante mucho tiempo, mientras esperaba que llegara el resto de su escuadrón, Munden recibió la peor parte de la respuesta del fuerte en una sola embarcación. Los neerlandeses se rindieron a las 6 de la tarde del 5 de mayo, antes de la llegada de los hombres de Keigwin. Munden descubrió que se esperaba la llegada de barcos neerlandeses en los próximos días y dejó la bandera neerlandesa ondeando desde Sugar Loaf Hill como una estratagema de guerra. Pudo capturar la mayor parte de un convoy que llegó al puerto.

## Secuelas
La EIC envió tropas regulares para reforzar la guarnición de Santa Elena y, más tarde en 1673, organizó una milicia feudal de los colonos para defender la isla. La invasión de 1673 fue la última vez que la isla fue capturada por una potencia extranjera.
A su regreso a Inglaterra, Munden recibió el título de caballero por sus acciones en Santa Elena. Permaneció en la marina en tareas de convoy hasta su muerte en Inglaterra en 1680 a la edad de 39 años. Keigwin permaneció en la isla como gobernador, antes de ser trasladado a la India. Ascendió a un rango militar y político más alto, pero cayó en la jerarquía de la EIC y fue removido. Lideró una revuelta contra la EIC en diciembre de 1683 y tomó el poder como gobernador no oficial de Bombay, sirviendo durante casi un año antes de rendirse, tras recibir un indulto. Más tarde fue designado para comandar el Assistance y murió en 1690 durante un asalto a Basseterre, San Cristóbal. La ubicación de su desembarco en Prosperous Bay todavía se conoce como Keigwin's Rock. A Black Oliver se le concedió la libertad por sus acciones en la reconquista de Santa Elena y se le concedió una extensión de tierra, la moderna finca de Walbro cerca de Hutt's Gate; más tarde fue ahorcado por participar en un motín. A muchos de los soldados de la expedición de Munden también se les concedió tierras en Santa Elena y se establecieron allí.